# Goldstrieme

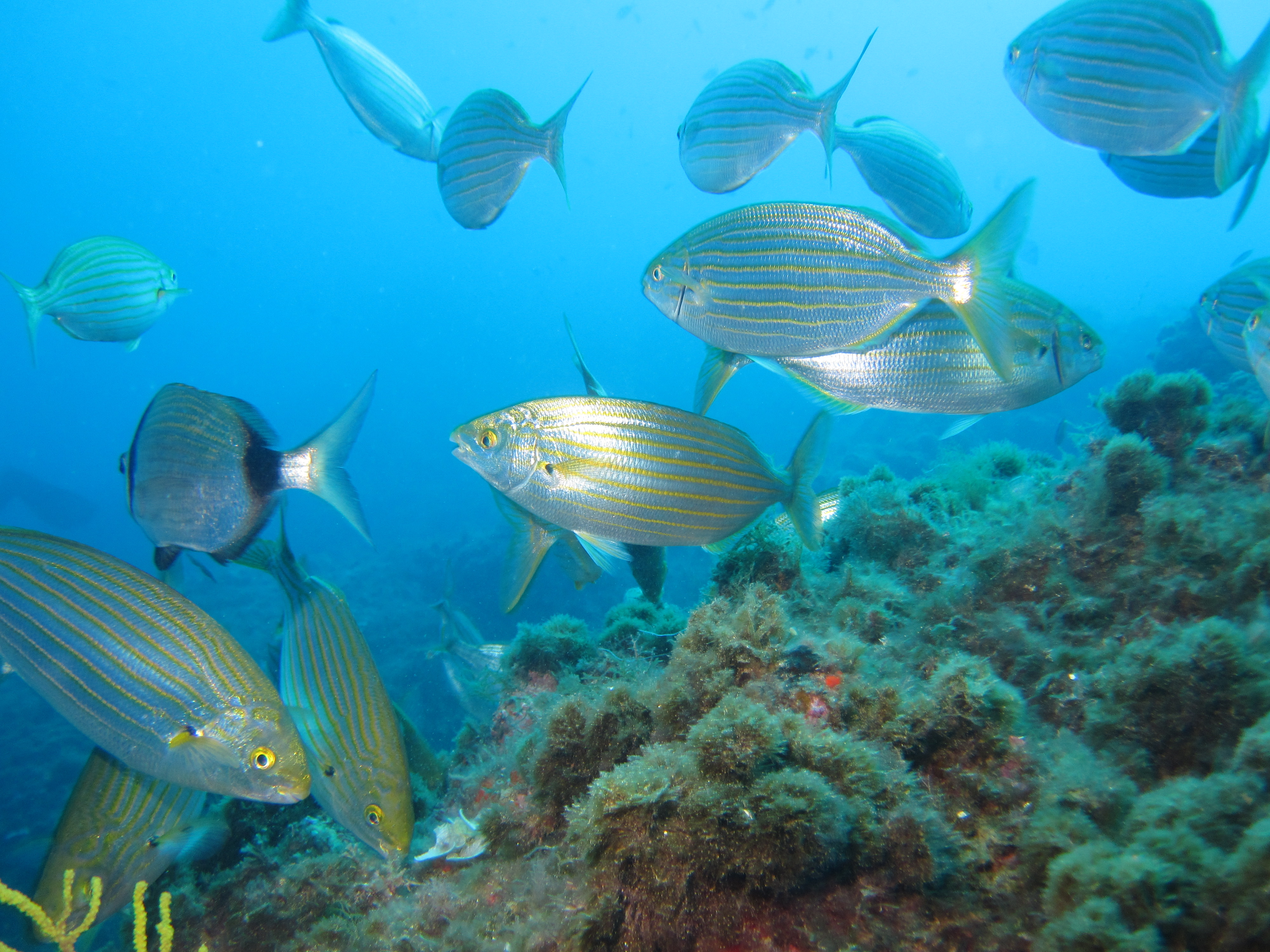
Gruppe Sarpa salpa

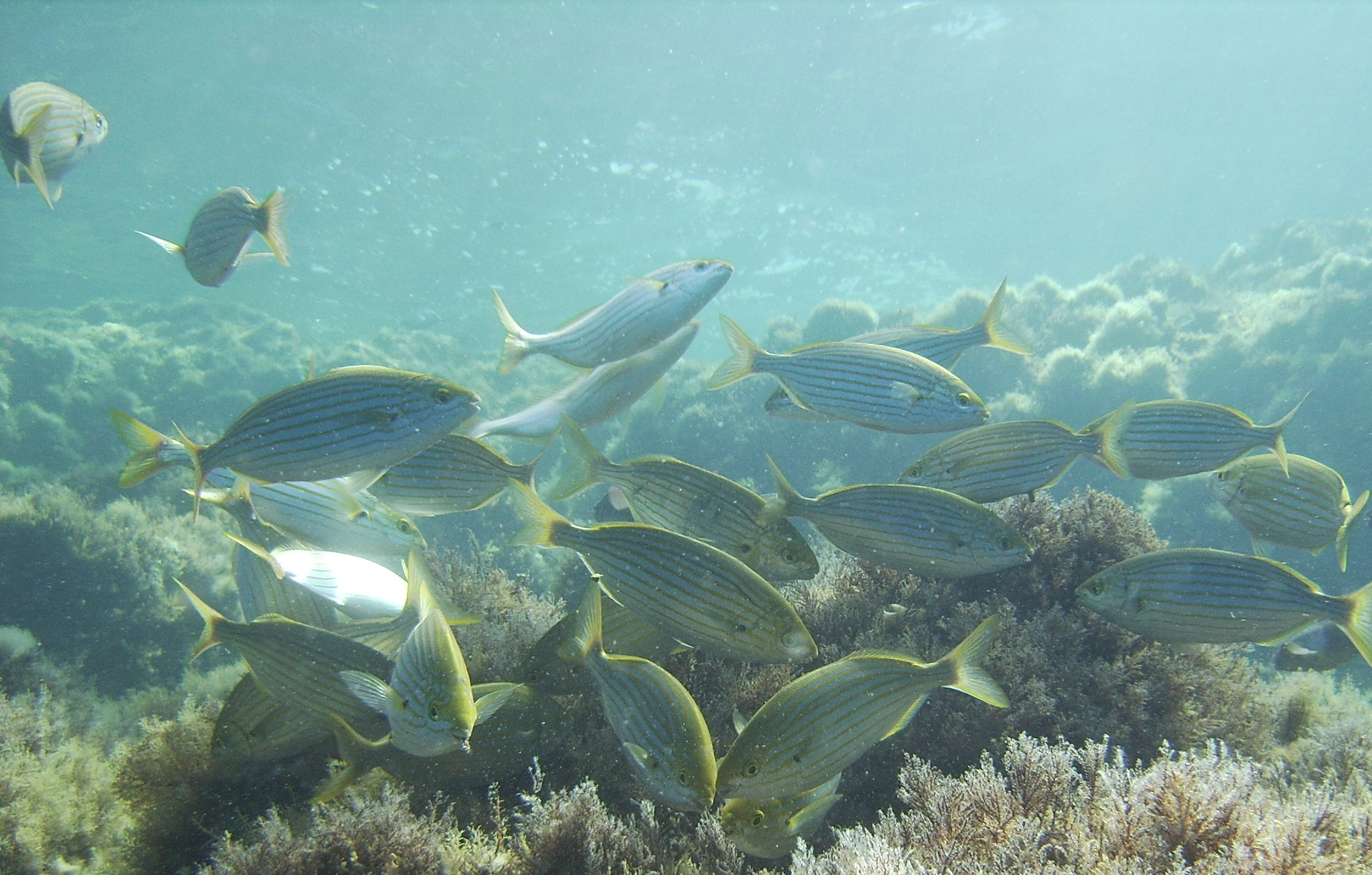
Goldstriemen bei der Nahrungsaufnahme

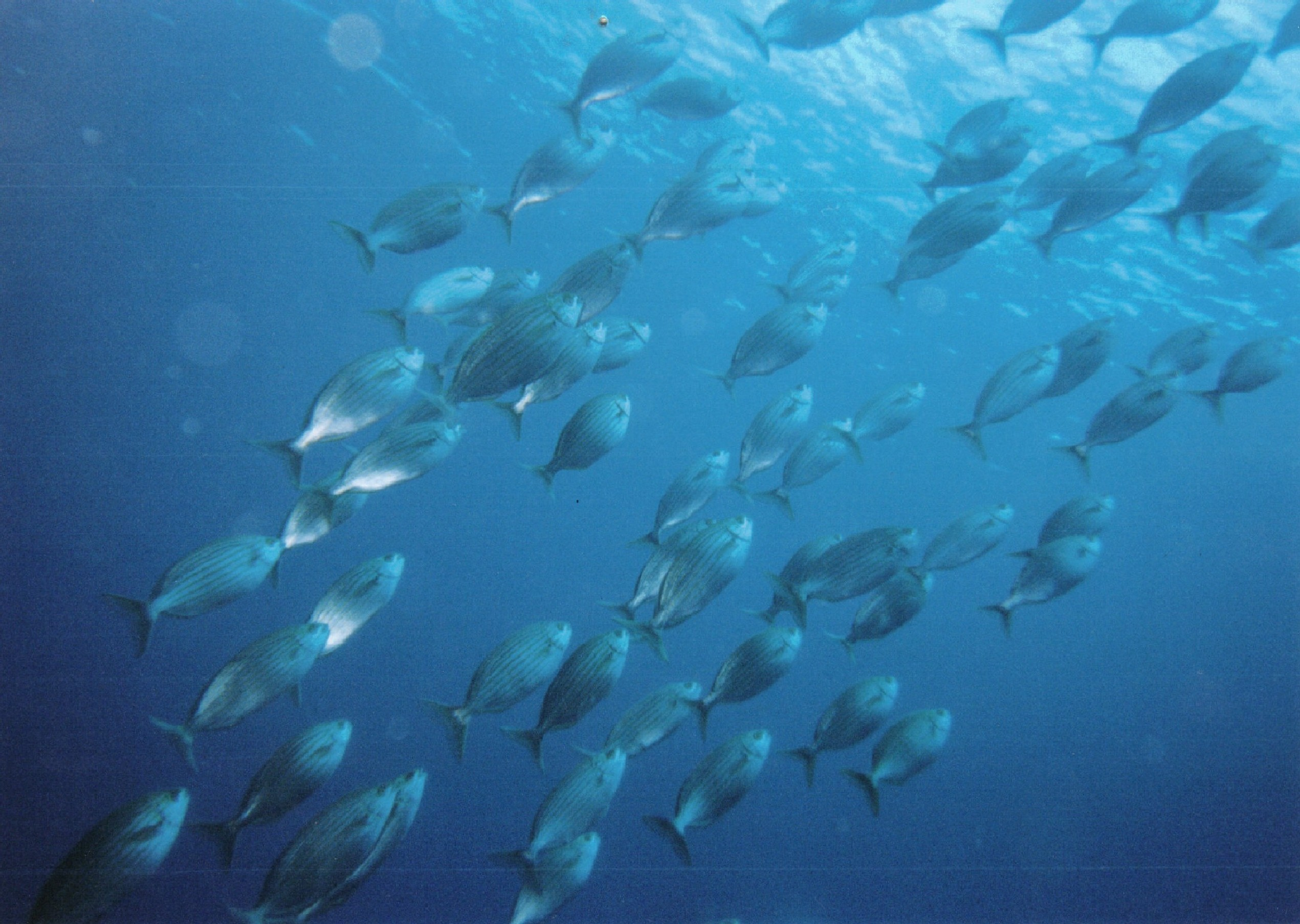
Typisches Schwimmverhalten, vom Riff entfernend

Die Goldstrieme (Sarpa salpa), auch Goldstriemenbrasse genannt, ist ein Vertreter der Meerbrassen und einzige Art der Gattung Sarpa.
Umgangssprachlich nennt man die Art auch Ulvenfresser, da sie auch Meersalat (Ulva lactuca) frisst.

## Verbreitung
Ihr Verbreitungsgebiet erstreckt sich im östlichen Atlantik von der Biskaya bis an die Küsten von Sierra Leone. Ferner ist sie auch im Mittel- und im Schwarzen Meer sowie in den Küstengewässern um Südafrika zu Hause. Obwohl hauptsächlich Meeresbewohner sucht sie auch Brackwasserbereiche und Flussmündungen auf.

## Merkmale
Der mit Ctenoidschuppen bedeckte Körper der Goldstrieme ist länglich-oval geformt und seitlich abgeflacht. Ihr Maul ist endständig. Die relativ großen Augen haben eine goldene Iris. Namensgebend sind zehn bis zwölf gelbe oder goldfarbene Linien, die sich längs über die silbergrauen Körperseiten ziehen. Über dem Ansatz der Brustflossen befindet sich ein schwarzer Fleck. Die Bauchflossen sind brustständig, die Schwanzflosse ist deutlich eingekerbt. Entlang der Seitenlinie trägt die Goldstrieme 68 bis 78 Schuppen. Die Art erreicht eine Größe von 30 cm, selten bis 51 cm. Das Gewicht kann 1400 Gramm betragen.
- Flossenformel: Dorsale XI–XII/13–15, Anale III/14–15, Pectorale I/5

## Verhalten
Die Goldstrieme ist eine sehr gesellige Art und zieht zumeist in Gruppen oder größeren Schwärmen umher. Goldstriemen sind sehr ruhige Schwimmer, die jedoch in permanenter Vorsicht verbleiben. Bei Gefahr oder Störung suchen die Tiere zügig tiefere Regionen auf oder entfernen sich Richtung Freiwasser. Die Art ist tagaktiv. Oftmals schwimmen andere Fische, wie Brassen und Papageifische mit Goldstriemen umher.

## Lebensraum
Die Art ist meistens über Fels- und Sandböden, sowie Seegraswiesen anzutreffen. Nicht selten schwimmt sie in Schwärmen im Freiwasser. Der Tiefenbereich bewegt sich hierbei von der Wasseroberfläche bis zu maximal 20 m Tiefe. In Einzelfällen ist Sarpa salpa auch in Tiefen bis 70 m anzutreffen.

## Ernährung
Die adulten Tiere sind reine Pflanzenfresser. Die Goldstrieme ernährt sich hauptsächlich von Neptungras (Posidonia oceanica) sowie anderen Algen. Hierzu zählt der Meersalat (Ulva lactuca) und die gefiederte Rotalge (Laurencia pinnatifida). Die Art nimmt auch Phytoplankton zu sich. In bestimmten Regionen kommt es vor, dass die Goldstrieme die sogenannte „Killeralge“ Caulerpa taxifolia verzehrt. Diese Art wurde ins Mittelmeer eingeschleppt und hat sich in manchen Regionen rasend schnell verbreitet. Da die Alge toxisch ist, wird das Fleisch der Goldstrieme ebenfalls giftig. Die Giftstoffe reichern sich mit der Zeit im Gewebe an, womit das Fleisch für den menschlichen Verzehr ungeeignet wird. Nach dem Verzehr durch Menschen kann das Gift der Caulerpa taxifolia motorische Störungen auslösen und Halluzinationen und Alpträume induzieren. Es wurden wissenschaftliche Studien zu diesem Thema durchgeführt. Die Jungfische der Sarpa salpa ernähren sich hauptsächlich von kleinen Wirbellosen wie Schalenweichtieren und kleinen Krustentieren.

## Fortpflanzung
Bei einer Größe von ca. 20 cm werden die Tiere fortpflanzungsfähig. Sie sind zunächst als Männchen geschlechtsreif, wandeln sich aber später in Weibchen um (Protandrische Zwitter). Unter Protandrie versteht man eine Sonderform der Zwittrigkeit. Die Geschlechtsumwandlung findet aber nur statt, wenn das gesamte Geschlechtsverhältnis zu Ungunsten der männlichen Tiere ausfällt. Die Fortpflanzung findet im Frühjahr und Herbst statt. Die geschlüpfte Brut, sowie die Eier sind planktisch.

## Verwechslungsmöglichkeiten
Eventuell kann die Art mit der Gelbstrieme (Boops boops) verwechselt werden. Diese ist jedoch wesentlich schlanker und weist nur 3 – 5 Längsstreifen auf, die dazu noch deutlich schwächer gefärbt sind.